# Cecilie Redisch Kvamme
Cecilie Redisch Kvamme (11 settembre 1995) è una calciatrice norvegese, difensore del Brann e della nazionale norvegese.

## Palmarès

### Club
- Campionato norvegese: 2

Sandviken: 2021
Brann: 2022

### Nazionale
- Algarve Cup: 1

2019